# Chiderty
Le Chiderty (en russe : Шидерты) est une rivière du Kazakhstan qui arrose les oblys de Karaganda et de Pavlodar. C'est un cours d'eau endoréique, tributaire du lac Chaganak.

## Géographie
Le Chiderty prend naissance dans les hauteurs du Melkossopotchnik kazakh (en russe : Казахский мелкосопочник), appelé Sary Arka (Сары-Арка) en langue kazakhe, vaste région de hauteurs qui courent d'ouest en est dans le Kazakhstan central (oblys de Karaganda). Son cours s'oriente globalement vers le nord-est en direction de l'Irtych. Il termine son parcours en se jetant dans le lac Chaganak (озерo Шаганак).
Sa vallée est empruntée par le canal Irtych-Karaganda qui prélève une partie des eaux de l'Irtych dans la région de Pavlodar, au bénéfice des grandes villes et des régions agricoles attenantes du Kazakhstan central. Ce canal remonte la vallée du Chiderty. Grâce à d'imposantes stations de pompage, les eaux prélevées circulent à contre-sens du cours de la rivière au niveau de son cours moyen et supérieur. 
Le Chiderty gèle à partir de la fin du mois d'octobre ou du début de novembre, et ce jusqu'à la seconde quinzaine d'avril.

## Hydrométrie - Les débits mensuels à Ekibastouzsky
Le débit du Chiderty a été observé pendant 38 ans (durant la période 1936-1987) à Ekibastouzsky, petite ville située à 168 kilomètres en amont de son embouchure dans le lac Chaganak, à quelque 45 kilomètres au nord-ouest du grand centre minier d'Ekibastouz . 
Le Chiderty, cours d'eau coulant en région steppique aride, est peu abondant et très irrégulier. Le débit inter annuel moyen ou module observé à Ekibastouzsky durant cette période était de 1,97 m3/s pour une surface de drainage de 12 100 km2, soit près de 80 % du bassin versant total de la rivière qui en compte 15 900. La lame d'eau écoulée dans cette portion du bassin - de loin la plus importante du point de vue de l'écoulement - se monte ainsi à 5 millimètres par an, ce qui résulte du très faible niveau des précipitations tombant dans la région.
Rivière alimentée essentiellement par la fonte des neiges, le Chiderty est un cours d'eau de régime nival. 
Les hautes eaux se déroulent au printemps, aux mois d'avril et de mai, avec un maximum très net en avril, ce qui correspond à la fonte des neiges. Au mois de mai, le débit baisse fortement, et cette baisse se poursuit en juin et en juillet, ce qui constitue le début de la période des basses eaux. Celle-ci a lieu de juillet à mars inclus. 
Le débit moyen mensuel observé en février (minimum d'étiage) est quasi nul, tandis qu'il se monte en moyenne à 13,5 m3/s au mois d'avril, maximum de l'année, ce qui témoigne de l'amplitude extrêmement élevée des variations saisonnières. Sur la durée d'observation de 38 ans, un débit mensuel minimal de 0,00 m3/s a été régulièrement observé pour chacun des mois allant de novembre à mars, tandis que le débit mensuel maximal s'est élevé à 94,3 m3/s en avril 1948.